# Черокі

Прапор черокі.

Черокі (чер. ᏣᎳᎩ, цалаґі) — корінний народ Північної Америки, що історично був розселений на південному сході теперішньої території США (штати Джорджія, Південна і Північна Кароліна та Теннессі).
Мова черокі належить до групи ірокезьких мов. Існує вікіпедія мовою черокі.
Білі поселенці називали черокі одним із «п'яти цивілізованих племен», оскільки вони освоїли багато культурних та технічних здобутків європейців.

## Чисельність
Чисельність черокі в 1674 році становила приблизно 50 тис. чоловік. Епідемії віспи скоротили черокі наполовину. Переселення в Оклахому і громадянська війна в США знову сильно зменшили чисельність народу.
Перепис 1990 показав 308132 черокі, з них чистокровних — 15 тис. чоловік. 95435 з них проживали в східній Оклахомі, 10114 східних черокі жили в Північній Кароліні. За даними перепису 2000 року чисельність черокі становила 281069, ще 18 793 вказали приналежність до племені черокі поряд з належністю до іншого індіанського племені. Чисельність нащадків черокі, зокрема метисів і самбо, становила 729533 осіб.
Зареєстровані члени племені черокі становлять приблизно 250000.

## Відомі представники
- Джеймс Мейс — дослідник Голодомору в Україні.
- Секвоя (Джордж Гесс) — винахідник письма черокі.
- Стенд Вейт — генерал армії конфедератів (див. Індіанська територія в Громадянській війні).
- Джон Росс — вождь племені в 1828—1860 роках.
- Майкл Вейн Ета — американський репер.
- Елвіс Преслі — черокі за лінією материнських предків.
- Чак Норріс — вважає себе наполовину ірландцем та наполовину черокі (за лінією матері).
- Джефрі Гібсон — американський художник та скульптор.
- Ненсі Ворд — «військова жінка» з племені черокі.
- Кевін Костнер - американський актор, режисер та продюсер, дідусь був черокі